# Donje Stopanje
Donje Stopanje (em cirílico: Доње Стопање) é uma vila da Sérvia localizada no município de Leskovac, pertencente ao distrito de Jablanica, na região de Jablanica. A sua população era de 1100 habitantes segundo o censo de 2002.

## Demografia
| 1948 | 1953 | 1961 | 1971  | 1981  | 1991  | 2002  | 2011  |
| ---- | ---- | ---- | ----- | ----- | ----- | ----- | ----- |
| 746  | 822  | 919  | 1 045 | 1 102 | 1 201 | 1 136 | 1 100 |